# Pluricontinentalismo

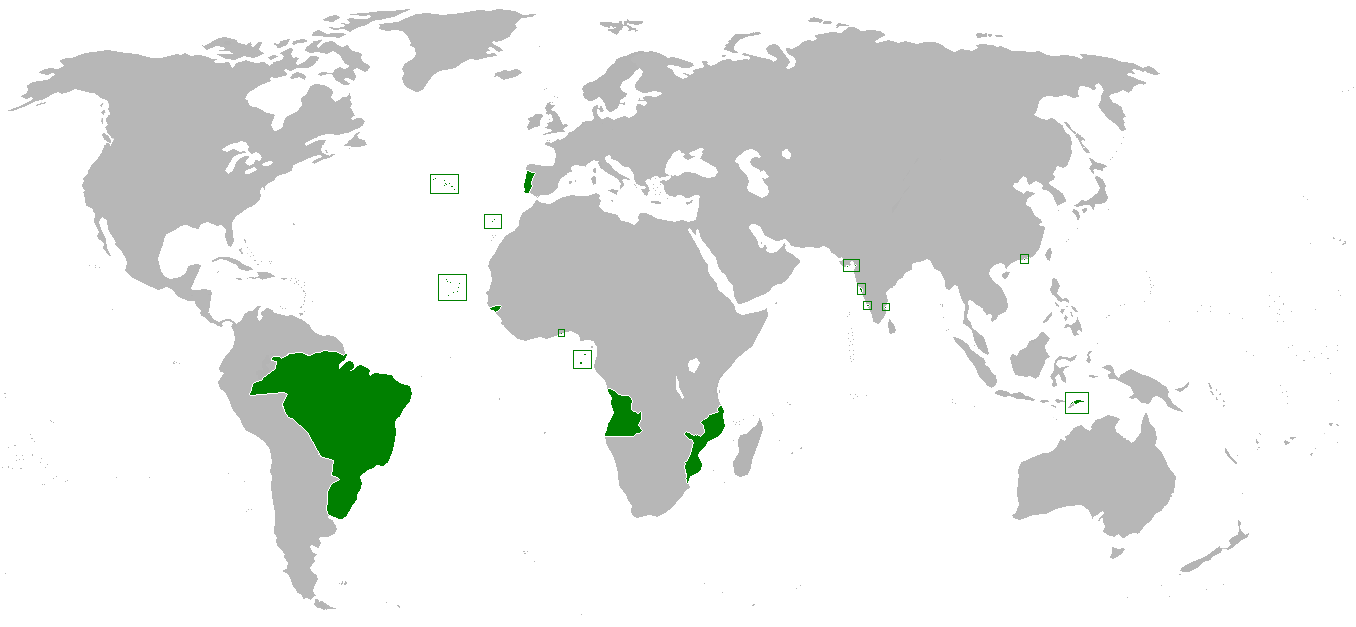
Reino Unido de Portugal, Brasil e Algarves e suas colônias, 1800.

Pluricontinentalismo é um conceito geopolítico, pressupondo que Portugal era um país transcontinental e um estado-nação unitário composto por Portugal continental e suas províncias ultramarinas.

## História
As origens do conceito remontam ao século XIV, sendo que o pluricontinentalismo ganhou o patrocínio oficial estatal no regime do Estado Novo.

## Desenvolvimento
O cerne era que Portugal não era um império colonial (Império Português) mas sim um Estado-nação singular espalhado por continentes (daí o nome). Desta forma, as possessões ultramarinas faziam parte da nação portuguesa.
A primeira vez que Portugal, efetivamente, tornou-se um país pluricontinental foi durante o reinado de Maria I de Portugal, com a elevação do Brasil a condição de reino, em 1815, e a formação do Reino Unido de Portugal, Brasil e Algarves, diante da transferência da corte portuguesa para o Brasil ocorrida em 1808, quando o Rio de Janeiro tornou-se capital.
A ideia de pluricontinentalismo rapidamente entrou em colapso após a Revolução dos Cravos, ocorrida em 1974.

## Pessoas associadas ao pluricontinentalismo
- António Vieira
- Luís da Cunha
- Maria I de Portugal
- João VI de Portugal
- Pedro I do Brasil
- António de Oliveira Salazar